# Juan Bautista Muñoz
Juan Bautista Muñoz y Ferrandis (Museros, Valencia, 12 de junio de 1745 - Madrid, 19 de julio de 1799) fue un historiador y americanista español. Cosmógrafo y cronista de Indias. Personalidad capital en el americanismo del siglo XVIII en cuanto a las fuentes documentales se refiere. La génesis del Archivo General de Indias, en Sevilla, debe mucho a su intervención. El siglo XVIII, debido al proyectismo ilustrado, centró mucho su atención en América y la actividad de Muñoz contribuyó notablemente al conocimiento del pasado continental, clave muchas veces para el desarrollo de la acción de los burócratas españoles dieciochescos con relación a las Indias. Es uno de los grandes autores de la Escuela Universalista Española del siglo XVIII.

## Biografía y labor investigadora
Enseñó Filosofía y Lógica en la Universidad de Valencia, siendo nombrado cosmógrafo mayor de Indias en 1770. La polémica levantada por obras como la de Guillaume-Thomas Raynal sobre las Indias, de ese mismo año y centrada en el comercio americano, y luego por la historia general de América redactada por William Robertson, de 1777, ambas con graves inexactitudes, hizo que recibiera el encargo real de escribir una Historia del Nuevo Mundo. Vería finalmente la luz en Madrid en 1793 su tomo primero y único, que abarca de 1492 a 1500, aunque la idea original era llegar hasta el reinado de Felipe II. Se conserva el privilegio real de impresión en el Archivo Histórico Nacional (Consejos, leg. 5560-exp. 1). 
Muñoz trabajaba ya desde 1779 en este proyecto, a iniciativa del propio Carlos III (que le nombró Cronista Mayor de Indias), en las dependencias madrileñas del Consejo de Indias y de la Secretaría del Despacho Universal de Indias. Tuvo dificultades iniciales e insistió por ello en lo necesario de su labor ante la instancia real. Consiguió finalmente, mediante real cédula del 27 de mayo de 1781, que se le autorizara poder investigar en todo tipo de archivo o depósito público o privado. Días antes había empezado a trabajar en la fortaleza de Simancas, donde pasaría muchos meses en adelante, hasta el otoño de 1783, aunque viviendo en Valladolid. Dejó constancia Muñoz de los manuscritos americanistas que ya tenía por entonces – Real Academia de la Historia, RAH suc., ms. 9/4855, ff. 28-38 –. En 1791 Muñoz fue nombrado académico supernumerario de la Real Academia de la Historia.
En 2012 el historiador Nicolás Bas publicó una transcripción del manuscrito inédito que habría constituido el segundo tomo de la Historia del Nuevo Mundo de Muñoz.
La idea de la Historia que tenía Muñoz estaba bajo los presupuestos ilustrados, con un sentido nacional de reforma de la concepción histórica, concepción basada en el trato directo con las fuentes y no en la idea anterior que existió, de autoridad, de seguimiento de autores. Ello se ve en sus escritos teóricos al respecto, por ejemplo en Las dificultades que se ofrecen para ilustrar la historia nacional, un discurso fechado el seis de enero de 1792 – en RAH, 11/8235, autógrafo –.
Muñoz realizó un intenso trabajo de documentación en archivos oficiales y privados, copiando muchos documentos y formando una colección propia que alcanzaría finalmente el número de ciento sesenta y seis manuscritos – RAH, ms. 11/8139, n.º 4 a n.º 7 –. Al entrar todo en la Librería de Cámara, en 1799, tras Real Orden de 12 de agosto de ese año, se hizo un Índice, que realizaron Joaquín Traggia y Manuel Abella, al mes y medio de fallecer Muñoz – Real Biblioteca, ms II/1668 (1) –. Hoy se conserva su colección, en gran parte, en la Real Academia de la Historia, tras ser integrada en ella por la Corona, depositaria de todos los fondos suyos al morir, pero la Corona retuvo casi una treintena de manuscritos. En marzo de 1816 se entregaron la mayor parte de los papeles de Muñoz a la Academia, según consta en el recibo de entrega, concretamente fueron ciento siete manuscritos – Real Biblioteca, ARB1/CARP/1, doc. 9 –. Este acto sin duda tuvo que ver con el hecho de que la Academia fuera Cronista Mayor de Indias desde 1755. En 1954 se publicó un catálogo en tres volúmenes del fondo depositado en la Academia, aunque se hace referencia en él al fondo palatino, recogiéndose asimismo las piezas de la Real Biblioteca en las descripciones.
Durante su labor de recopilación contó con la importante ayuda de José de Gálvez, en la Secretaría de Indias, desde la que desempeñó una relevante labor de gobierno, y le hizo ver la necesidad de instaurar un gran archivo específico de Indias, teniendo eco. Ya a inicios de los ochenta tenía bastante material para su Historia, como revela el contenido de una Idea de la obra Historia General de la América, fechada en 28 de noviembre de 1783 y que se conserva en copia en la colección Ayala de la Real Biblioteca – ms II/2849, ff. 225-230 –. Una parte de los papeles que tenía Muñoz, los más personales, fueron adquiridos por la Universidad de Valencia y se perdieron en el incendio tras el bombardeo francés del siete de enero de 1812.

## La colección Muñoz de la Real Biblioteca
Tras la Real Orden de 20 de febrero de 1807, en la que se incluyen además las colecciones de la Secretaría de Indias y la particular del panameño Manuel José de Ayala, se produjo la incorporación de la colección Muñoz a la Real Biblioteca. Primeramente, ingresó en bloque, pero luego se hizo una selección de piezas que se quedaron, y permanecen, en ella. En la Real Biblioteca permanecen casi una treintena de manuscritos que no pasaron, como decímos, a la Academia por razones que se desconocen, algunos de ellos tal vez por su enorme relieve y otros por ser testimonio del quehacer de Muñoz pues, al ser cosmógrafo real, se debió querer guardar muestra de sus trabajos. Este caso es el de II/2247, que contiene apuntes y borradores de trabajo, o del II/2244 (1), con borradores sobre la América de inicios del XVI. Hay alguno que fue suyo y luego del archivero de Indias Manuel José de Ayala, como el II/304, sobre pleitos por privilegios concedidos por los Reyes Católicos a Cristóbal Colón, y que sin duda manejó para ese primer volumen publicado de la Historia del Nuevo Mundo, al igual que el II/1805, también de Ayala, sobre el establecimiento español en Indias en los primeros tiempos colombinos y también sobre otros establecimientos en tierras norteamericanas. Ayala y Muñoz no sólo se conocieron sino que tuvieron amistad, a buen seguro que se prestaban manuscritos para copiarlos y al final algunos quedaron en manos del otro y viceversa, sin duda Ayala ayudó a su amigo a avanzar en sus investigaciones. También para el primer tomo publicado de la Historia del Nuevo Mundo, Muñoz debió servirse de la copia de la Tercera parte de las noticias historiales de las conquistas de Tierra Firme del franciscano Pedro Simón, cuyo original era de 1625.
Otros manuscritos son obras de aliento, de carácter territorial, como los cuatro volúmenes de la Historia de Nueva Granada y Venezuela, del franciscano Pedro de Aguado -II/2016-19-, los papeles varios relativos a Méjico -II/1277-, o la copia sacada en 1786 de la Historia de todas las cosas que han acaecido en el Reino de Chile, de Góngora Marmolejo -II/2013- y cuyo original estaba en el Monasterio de Monserrat de Madrid. En este concepto territorial hay algún manuscrito sobre Filipinas, como la Historia de las islas e indios de Bisayas del jesuita Francisco Ignacio Alcina -II/2014 y II/2015-, cuyo original era de 1668 y que copió. De otro jesuita, Pedro Chirino, hay asimismo en la Real Biblioteca una Primera parte de la historia de la Prouincia de Philipinas de la Compañía de IHS, en tres volúmenes, que proceden de él -II/1508 a 1510-. Del igualmente jesuita Bernabé Cobo trasladó la Fundación de Lima, escrita en 1639 y que copió en Sevilla en 1784 -II/204-, y la primera parte de la Historia del Nuevo Mundo, cuyos dos volúmenes trasladó entre 1789 y 1790 también en Sevilla -II/202 y II/203-. En la ciudad hispalense, en efecto, copió no pocos manuscritos, sirviéndose de buenas bibliotecas privadas que había en ella entonces, como la del conde del Águila, donde en 1785, sin duda aprovechando ratos en medio de los trabajos de asentamiento del Archivo de Indias, copió alguno, no olvidando también lo más cercano en el tiempo, como unos Viajes a tierras argentinas, chilenas y peruanas de 1713 a 1717, cuyo autor era José Cipriano de Herrera y Loizaga -II/2222-. Alguna pieza de la colección Muñoz palatina es de carácter etnológico y antropológico, como Fiestas de los indios a el Demonio en días determinados..., que contiene dibujos sobre la representación de los meses y los nombres que éstos recibían en Méjico –en II/1764, formaba legajo junto al II/2247-.
Pero si en algo se distingue la colección Muñoz de la Real Biblioteca es por tres piezas singulares. La primera en ejecución, del XVI, es la que contiene el texto de la Historia General de Nueva España del franciscano Bernardino de Sahagún (1499-1590), con anotaciones y firma del propio Sahagún, siendo los seis primeros libros de los doce. Contiene texto en náhuatl y por su excepcionalidad se preserva en la Cámara de Seguridad -II/3280-. Los títulos de los libros son de mano del fraile y otros escolios también. Otra gran pieza es la obra de Francisco López de Caravantes, Noticia general de las provincias del Pirú, Tierra Firme y Chile, original, cuyo autor, contador de cuentas en la Contaduría Mayor de aquellas tierras, escribió y dirigió al Consejo de Indias en época de Felipe IV. Son cuatro volúmenes que contenían insertas tres representaciones cartográficas que luego se comentan pues siguen en la Real Biblioteca pero separadas desde antiguo. Se forma con treinta y un discursos minuciosos, con una primera parte histórica sobre los descubrimientos y conquistas y una segunda sobre economía, recursos y fiscalidad -II/1632-1635-. Muñoz se hizo con la obra en una visita a Salamanca en el verano de 1782, procediendo del Colegio Mayor de Cuenca (Salamanca). Se custodia en la Cámara de Seguridad al igual que el último que comentamos, el conocido como Códice Veitia, llamado así por Mariano Fernández de Echeverría y Veitia, que recopiló la información que lo compone dentro de su proyecto de hacer una Historia general de la Nueva España. Se titula Modos que tenían los Yndios para celebrar sus fiestas en tiempo de la Gentilidad..., es autógrafo de él, de 1755 según consta, y fue a parar a manos de Muñoz. Veitia formó así el último de los códices de la familia magliabecchiana, con veintidós dibujos de fiestas y costumbres aztecas, conteniendo náhuatl -II/2951-. Se explica el modo de contar entre los aztecas, sus dioses y el templo mayor de la capital indígena, el calendario, etc. Veitia se sirvió de un manuscrito de 1618 de mano del astrónomo Carlos de Sigüenza y Góngora, que había sido recogido por Lorenzo Boturini, de quien Veitia fue amigo y se sentía discípulo.
En definitiva, la contribución de Muñoz a los estudios americanistas fue muy notable a título de investigación y también institucional, por el impulso que dio a la realidad del Archivo General de Indias. Pero además, legó una colección documental sobresaliente repartida hoy en la Real Academia de la Historia y la Real Biblioteca.

## Obras
- De recto philosophiae recentis in theologiae usu dissertatio (1767),
- Juicio del tratado de educación de Pozzi (1778)
- Sobre la Navegación del Mar del Sur (1779), manuscrito inédito
- Sobre la empresa real de unir el océano Atlántico con el Pacífico por el Istmo de Panamá (1786), manuscrito inédito
- Sobre la conquista y descubrimiento del Darién (1774), manuscrito inédito
- Dictamen de Muñoz sobre la Descripción del Peru del doctor don Cosme Bueno, dirigido a Miguel de San Martín Cueto (1786), manuscrito inédito
- Dictamen sobre la pretención de los angloamericanos a la navegación del Missisipi (1788), manuscrito inédito
- Historia del Nuevo Mundo, 1793, Madrid: Ibarra.